# Le Moustoir
Le Moustoir är en kommun i departementet Côtes-d'Armor i regionen Bretagne i nordvästra Frankrike. Kommunen ligger i kantonen Maël-Carhaix som tillhör arrondissementet Guingamp. År 2022 hade Le Moustoir 659 invånare.

## Befolkningsutveckling
Antalet invånare i kommunen Le Moustoir
Referens:INSEE